# Фридрих Лудвиг Хайнрих фон Кастел-Кастел
Фридрих Лудвиг Хайнрих фон Кастел-Кастел (на немски: Friedrich Ludwig Heinrich zu Castell-Castell; „de Castell-Castell“; * 2 ноември 1791 в Кастел; † 21 април 1875 в Кастел) от род Кастел е граф и господар на Кастел-Кастел.

## Биография
Той е най-големият син на граф Албрехт Фридрих Карл фон Кастел-Кастел (1766 – 1810) и съпругата му принцеса София Амалия Шарлота Хенриета фон Льовенщайн-Вертхайм-Вирнебург (1771 – 1823), дъщеря на 1. княз Йохан Карл Лудвиг фон Льовенщайн-Вертхайм-Фройденберг (1740 – 1816) и ландграфиня Доротея Мария фон Хесен-Филипстал-Бархфелд (1738 – 1799). Майка му София Шарлота фон Льовенщайн-Вертхайм-Вирнебург се омъжва втори път 1812 г. в Кастел за чичо му Кристиан Фридрих фон Кастел-Рюденхаузен (1772 – 1850).
Фридрих Лудвиг Хайнрих фон Кастел-Кастел умира на 83 години на 21 април 1875 г. в Кастел и е погребан там.
Внук му Фридрих Карл фон Кастел-Кастел (1864 – 1923) е издигнат на 1. княз от баварския крал на 7 март 1901 г.

## Фамилия
Фридрих Лудвиг Хайнрих фон Кастел-Кастел се жени на 25 юни 1816 г. в Лангенбург за принцеса Емилия Фридерика Кристиана фон Хоенлое-Лангенбург (* 27 януари 1793, Лангенбург; † 20 юли 1859, Кастел), дъщеря на 3. княз Карл Лудвиг фон Хоенлое-Лангенбург (1762 – 1825) и графиня Амалия Хенриета Шарлота фон Золмс-Барут (1768 – 1847). Те имат осем деца:
- Ида Амалия Луиза (* 31 март 1817, Кастел; † 2 септември 1882, Вилденфелс), омъжена на 5 октомври 1843 г. в Кастел за граф Фридрих Магнус III фон Золмс-Вилденфелс (* 26 януари 1811; † 24 март 1883)
- Аделхайд Клотилда Августа (* 18 юни 1818, Кастел; † 11 юли 1900, Детмолд), омъжена на 30 април 1839 г. в Кастел за граф Юлиус фон Липе-Бистерфелд (* 2 април 1812; † 17 май 1884)
- Каролина Йохана Виктория Елиза (* 2 декември 1819, Кастел; † 8 юни 1900, Кастел)
- Клотилда Шарлота София (* 6 февруари 1821, Кастел; † 20 януари 1860, Лайпциг), омъжена на 4 август 1846 г. в Кастел за княз Хайнрих II Ройс-Кьостриц, Ройс млада линия (* 31 март 1803; † 29 юни 1852)
- Йохана Констанца Агнес Хелена (* 8 февруари 1822, Кастел; † 29 март 1863, Меерхолц), омъжена на 9 юни 1846 г. в Кастел за граф Карл Фридрих фон Изенбург-Бюдинген-Меерхолц (* 26 октомври 1819; † 30 март 1900)
- Хуго Фридрих Карл Волфганг Вилхелм (* 21 ноември 1823, Кастел; † 17 ноември 1824, Кастел)
- Фридрих Карл Вилхелм Ернст фон Кастел-Кастел (* 23 май 1826, Кастел; † 2 януари 1886, Кастел), граф на Кастел-Кастел, женен на 23 септември 1856 г. в Асенхайм за графиня Емма фон Золмс-Рьоделхайм-Асенхайм (* 19 август 1831; † 2 юни 1904); баща на 1. княз Фридрих Карл фон Кастел-Кастел (1864 – 1923)
- Густав Фридрих Лудвиг Ойген Емил (* 17 януари 1829, Кастел; † 7 юли 1910, Берхтесгаден), граф на Кастел-Кастел, женен на 11 септември 1869 г. в Аугсбург за графиня Елизабет фон Брюл (* 8 декември 1851; † 10 февруари 1929)